# Lovaina
Lovaina ou, mais raramente, Lovânia (em neerlandês Leuven, em francês Louvain, em alemão Löwen) é uma cidade e um município da Bélgica localizado no distrito que leva o seu mesmo nome, parte da província de Brabante Flamengo, região da Flandres. Lovaina é a capital da província do Brabante Flamengo, e a língua de seus habitantes é majoritariamente o holandês, embora quase sempre o francês também seja conhecido. Está localizada a cerca de 30 km a leste da capital Bruxelas.
A exemplo de Coimbra, em Portugal, ou de Leiden, na Holanda, Lovaina é uma cidade universitária, sede da histórica Universidade de Lovaina (Studium generale Lovaniense, 1425-1797). Sua população é de aproximadamente 91 700 mil habitantes (2008), 30% dos quais são alunos ou professores de sua universidade. A vida em Lovaina gira em torno dessa instituição de ensino, que atrai gente de todo o país e do mundo para lá, sempre renovando o aspecto da cidade. Muitos de seus atuais moradores são ex-alunos que lá decidiram ficar ou voltar depois de terem concluído os seus estudos.
Lovaina abriga a sede global da companhia Anheuser-Busch InBev, a maior cervejaria do mundo.

## História
Há referências a Lovaina desde 891, quando o exército viquingue foi derrotado por Arnulfo da Caríntia. De acordo com a lenda local, as cores da bandeira de Lovaina, vermelho-branco-vermelho, representam o cenário sanguinolento em que as margens do rio Dijle ficaram.
Do século XI ao XV Lovaina foi o centro comercial do Ducado de Brabante em que se integrava. Exemplo da riqueza da cidade e dos seus comerciantes foi a construção da câmara da cidade em estilo Gótico. Embora esta tenha sido construída depois das câmaras de Antuérpia e Bruxelas, os ricos habitantes de Lovaina fizeram questão de demonstrar o seu poder económico construindo aquela que é uma das mais belas câmaras da Bélgica. No século XV, mais precisamente 1425, início da época dourada, foi fundada a Universidade Católica de Lovaina, a mais antiga dos países baixos e uma das mais antigas da Europa.
Nessa mesma universidade estudou e leccionou Damião de Góis por volta de 1540. Ele envolveu-se pessoalmente na luta pela defesa da cidade contra as tropas de Carlos I de Espanha aquando da sua invasão da Flandres e acabou capturado. No século XVIII a indústria cervejeira floresceu, e ainda hoje a Anheuser-Busch InBev, uma das maiores cervejeiras do mundo que detém entre outras a Stella Artois e a Brahma tem aí localizada a sua sede. No século XX a cidade foi fortemente danificada em ambas as Guerras Mundiais.

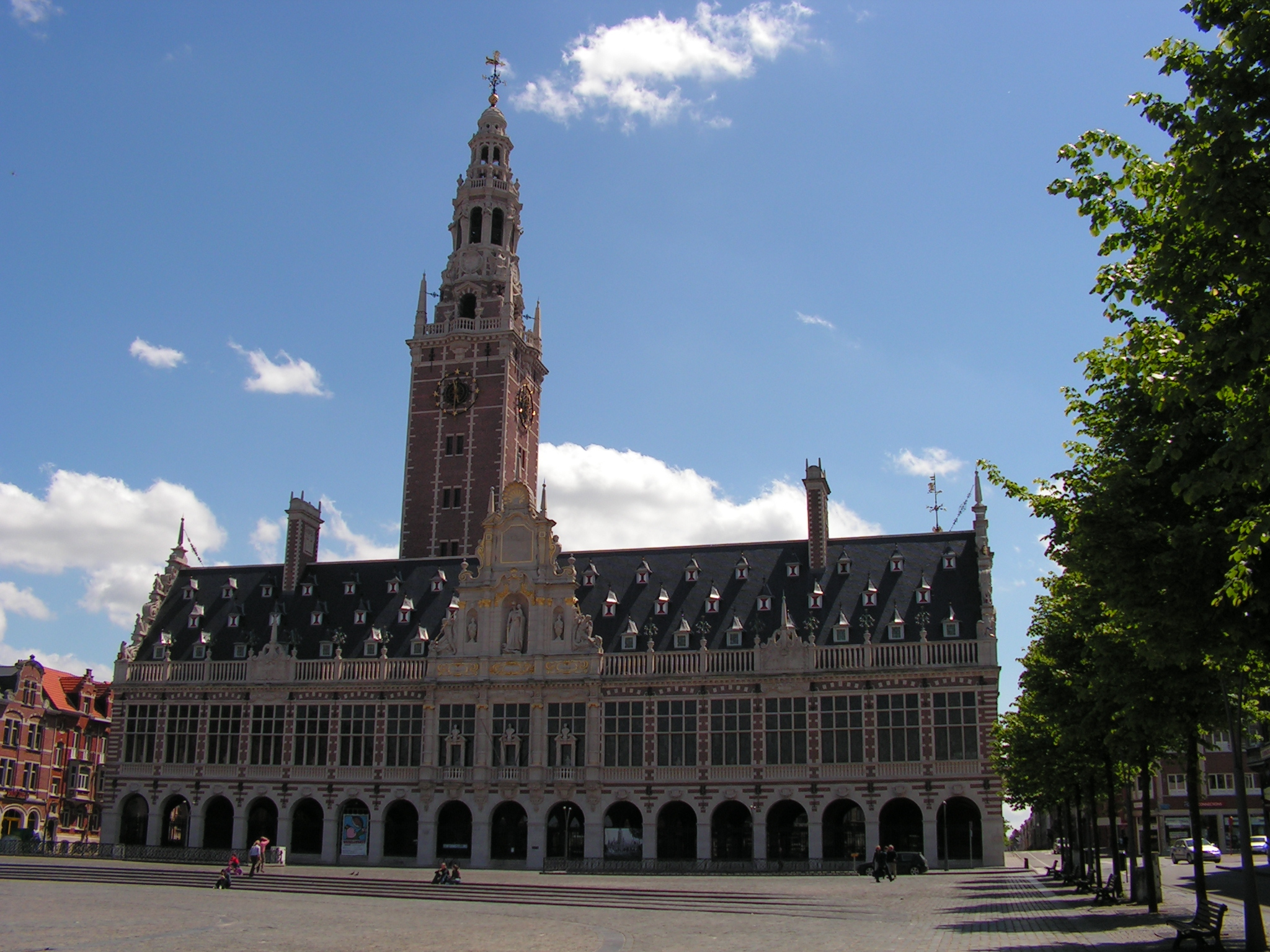
Biblioteca da K.U.L. na Ladeuzeplein

## Cidades-irmãs
Lovaina é geminada com:
- 's-Hertogenbosch, Países Baixos
- Cracóvia, Polônia
- Lüdenscheid, Alemanha
- Rennes, França

### Parcerias
Além destas cidades-irmãs, Leuven tem parcerias com:
- Stellenbosch, África do Sul
- Cristian, Romênia
- Tainan, Taiwan